# Piëch Mark Zero
Pour les articles homonymes, voir Piëch, Mark et Zéro (homonymie).
La Mark Zero (ou Mk0) est une voiture de sport GT 100 % électrique du constructeur automobile suisse-allemand Piëch Automotive, présentée au salon international de l'automobile de Genève 2019. Sa commercialisation en série est annoncée par la marque pour 2022. Sa batterie innovante est rechargeable à 80 % à la vitesse record de 4 min 40 s, pour une autonomie annoncée de 500 km (WLTP).

## Historique
L'entreprise Piëch Automotive est fondée en 2017 à Zurich en Suisse, par le designer industriel Rea Stark Rajcic et Anton Piëch (surnommé Toni Piëch).
Anton Piëch est de la famille Porsche-Piëch, héritière du Groupe Volkswagen-Porsche. Il est le fils de Ferdinand Piëch (ex-PDG, puis président du directoire du Groupe Volkswagen de 1993 à 2017), et arrière petit-fils de Ferdinand Porsche (inventeur des voiture électrique et voiture hybride Lohner-Porsche vers 1900, fondateur de Daimler-Mercedes-Benz en 1926, Porsche en 1931, et Volkswagen en 1937).

### Design

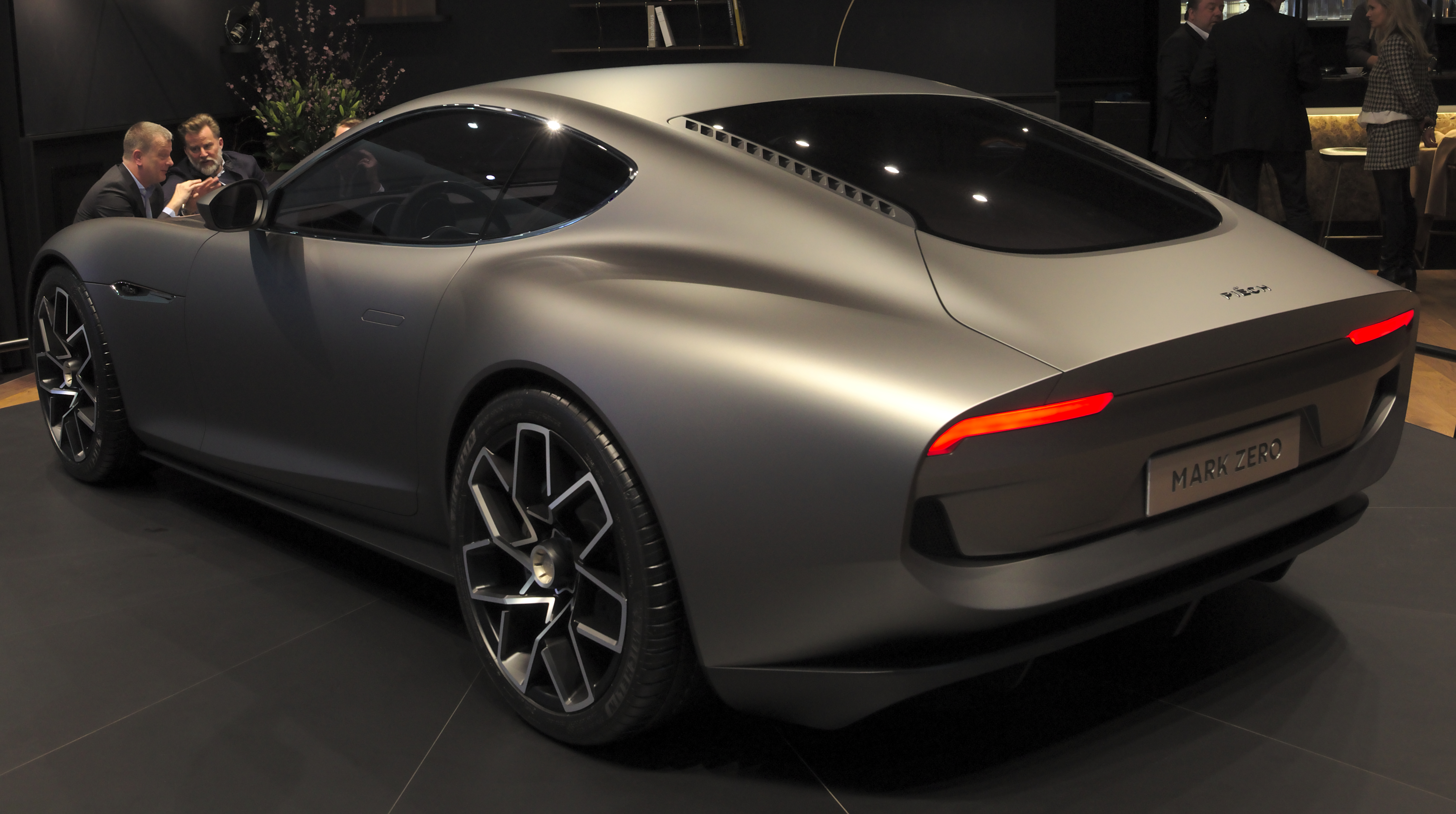
Vue de l'arrière

La conception de cette GT débute en 2017, avec une carrosserie de style néo-rétro fastback du designer Laszlo Varga
, inspirée entre autres des légendaires Ferrari 250 GTO et Jaguar Type E des années 1960, ainsi que des Porsche 911 des années 2010... Son architecture flexible lui permet une motorisation par tout type de moteur et d'énergie (électrique, hybride rechargeable, hydrogène, pile à combustible, ou thermique). 

### Motorisation
Elle est motorisée par trois moteurs électriques de 600 ch, avec une vitesse de pointe de 250 km/h, et un 0 à 100 km/h en 3,2 s, avec un moteur électrique de 150 kW sur l'essieu avant, et deux moteurs électriques indépendants de 150 kW chacun sur l'essieu arrière.

### Batterie
La batterie est rechargeable à 80 % à la vitesse record de 4 min 40 s, sur une borne propriétaire de recharge rapide, pour une autonomie constructeur de 500 km (cycle WLTP), et longévité de 5 000 cycles de décharge/recharge, selon le fabricant. Elle est positionnée sur le tunnel central jusque sur l'essieu arrière, avec un faible taux d'échauffement, refroidie par air.

## Récompenses
- German Award Design 2020
- Swiss Award Design 2019/2020